# Мстислав Давыдович (князь новгород-северский)
Мстислав Давыдович (в крещении Фёдор) (род. 1193) — князь стародубский (не ранее 1212—1245?), князь новгород-северский (1245?—?), старший сын Давыда Ольговича и по матери внук Игоря Святославича новгород-северского.
В Любецком синодике упомянут без отчества с князьями начала XIV века, в частности Александром Новосильским, убитым в Орде в 1326 году.

## Мстислав северский и Мстислав смоленский
Известие Ипатьевской летописи о рождении Мстислава-Фёдора в 1193 году традиционно толкуется как рождение сына Давыда Ростиславича смоленского. Однако, часть историков отождествляют этого Мстислава-Фёдора Давыдовича с Мстиславом-Фёдором новгород-северским, упомянутым без отчества в Любецком синодике среди князей начала XIV века.

## Возможные даты княжения
Отец Мстислава Давыд был, по словам летописца, «иссечён» в сражении под Витебском в 1196 году, после чего в летописях не упоминается. Однако, Зотов Р. В. считал Давыда новгород-северским князем в периоды киевского княжения Всеволода Чермного (1206, 1207, 1210—1212), а затем сразу его сыновей. Войтович Л. В. считает новгород-северскими князьями в период 1212/15—1245 годов Мстислава Глебовича и Андрея Мстиславича, которого исследователь считает сыном первого. Существует версия о том, что новгород-северским князем в период 1212—1223 годов был Михаил Всеволодович. С точки зрения родового старшинства Давыдовичи могли бы занимать второй стол Чернигово-Северщины в период черниговского княжения Всеволода Ярополковича (1246—1261).

## Семья и дети
Также в синодике упомянуты жена Мстислава Матрона и Дмитрий новгородский с женой Марией. Происхождение Матроны и Марии неизвестно. Дмитрий иногда считается сыном Мстислава, но был скорее всего сыном Святослава Давыдовича.

## См.также
- Новгород-северские князья после 1198 года